# ヘッド・アバーヴ・ウォーター
『ヘッド・アバーヴ・ウォーター』（Head Above Water）は、アヴリル・ラヴィーンの6枚目のオリジナルアルバム。2019年2月15日に全世界同時にリリースされた。

## 概要
前作『アヴリル・ラヴィーン』から5年3ヶ月ぶりのリリースである。
本作のリリースに際し、ラヴィーン本人による全曲解説がレーベルによって公開されている。先行シングルとしてリリースされたタイトルナンバー「ヘッド・アバーヴ・ウォーター」と、ラストナンバー「ウォリアー」は、ライム病で闘病している中、病床でラヴィーンが作詞した。また「ウォリアー」は、離婚前に元夫のチャド・クルーガーと共作していると説明している。

## 収録曲
| #         | タイトル                                                                                          | 作詞・作曲                                                                                         | 時間  |
| --------- | ------------------------------------------------------------------------------------------------- | -------------------------------------------------------------------------------------------------- | ----- |
| 1.        | 「ヘッド・アバーヴ・ウォーター」(火曜夜9時 日本テレビ系「ザ!世界仰天ニュース」エンディングテーマ) | アヴリル・ラヴィーン、トラヴィス・クラーク、ステファン・モッキオ                                   | 3:40  |
| 2.        | 「バーディー」                                                                                    | アヴリル・ラヴィーン、J・R・ロテム                                                                 | 3:35  |
| 3.        | 「アイ・フェル・イン・ラヴ・ウィズ・ザ・デヴィル」                                                | アヴリル・ラヴィーン                                                                               | 4:15  |
| 4.        | 「テル・ミー・イッツ・オーヴァー」                                                                | アヴリル・ラヴィーン、メリッサ・ベル、ライアン・カブレラ、ジャスティン・グレー、ヨハン・カールソン | 3:09  |
| 5.        | 「ダム・ブロンド」(feat. ニッキー・ミナージュ)                                                    | アヴリル・ラヴィーン、ミッチ・アラン、ボニー・マッキー、ニッキー・ミナージュ                       | 3:34  |
| 6.        | 「イット・ワズ・イン・ミー」                                                                      | アヴリル・ラヴィーン、ローレン・クリスティー、ヨハン・カールソン                                   | 3:43  |
| 7.        | 「スーヴェニア」                                                                                  | アヴリル・ラヴィーン、ローレン・クリスティー                                                       | 2:57  |
| 8.        | 「クラッシュ」                                                                                    | アヴリル・ラヴィーン、ゼーン・カーニー、ヨハン・カールソン                                         | 3:33  |
| 9.        | 「ゴッデス」                                                                                      | アヴリル・ラヴィーン、ヨハン・カールソン、ローズ・ゴラン                                           | 3:41  |
| 10.       | 「ビッガー・ワオ」                                                                                | アヴリル・ラヴィーン、ローレン・クリスティー、ジョン・レヴィーン                                   | 2:55  |
| 11.       | 「ラヴ・ミー・インセイン」                                                                        | アヴリル・ラヴィーン、ローレン・クリスティー                                                       | 3:00  |
| 12.       | 「ウォリアー」                                                                                    | アヴリル・ラヴィーン、トラヴィス・クラーク、チャド・クルーガー                                     | 3:45  |
| 合計時間: | 合計時間:                                                                                         | 合計時間:                                                                                          | 41:47 |

| #         | タイトル                                                                       | 作詞・作曲                                                       | 時間  |
| --------- | ------------------------------------------------------------------------------ | ---------------------------------------------------------------- | ----- |
| 13.       | 「ヘッド・アバーヴ・ウォーター」(feat. トラヴィス・オブ・ウィー・ザ・キングス) | アヴリル・ラヴィーン、トラヴィス・クラーク、ステファン・モッキオ | 3:40  |
| 合計時間: | 合計時間:                                                                      | 合計時間:                                                        | 45:02 |